# Peter Reynolds (acteur)
Pour les articles homonymes, voir Peter Reynolds et Reynolds.
Peter Reynolds, né le 16 août 1926 et mort le 24 avril 1975 à Melbourne, est un acteur britannique.

## Filmographie
- 1948 : The Dark Road d'Alfred J. Goulding
- 1948 : The Guinea Pig de Roy Boulting
- 1949 Adam and Evelyne (en)
- 1950 Guilt Is My Shadow (en)
- 1951 The Magic Box
- 1952 The Last Page
- 1952 The Woman's Angle (en)
- 1954 Delavine Affair (en)
- 1954 : La Martienne diabolique (Devil Girl from Mars) de David MacDonald : le prisonnier évadé
- 1957 Les Trafiquants de la nuit (The Long Haul)
- 1958 The Bank Raiders (en)
- 1959 L'Épopée dans l'ombre (Shake Hands with the Devil)
- 1960 Your Money or Your Wife (en)
- 1960 Les Mains d'Orlac
- 1961 The Breaking Point
- 1961 Spare the Rod (en)
- 1963 : West 11 de Michael Winner